# Дискография группы «Песняры»
Дискография предполагаемо содержит все издания, выходившие под вывеской вокально-инструментального ансамбля «Песняры».

## Альбомы
- 1971 — Песняры I (Ты мне вясною прыснілася)
- 1974 — Песняры II (Алеся)
- 1978 — Песняры III (Вологда (с песней «Вологда»)
- 1978 — Песняры IV (Белорусские народные песни в обработке В. Г. Мулявина)
- 1979 — Гусляр
- 1983 — Зачарованная моя
- 1985 — Через всю войну
- 1994 — Песняры-25

## Мини-альбомы
- 1971 — Песняры
- 1971 — Песняры
- 1972 — Песняры
- 1972 — Песняры
- 1972 — Песняры
- 1973 — Песни из к/ф «Ясь и Янина»
- 1973 — Песняры
- 1973 — Песняры
- 1974 — Песняры — записи с фестиваля «Золотой орфей-74»
- 1977 — Песняры
- 1977 — Песняры
- 1979 — Песняры
- 1980 — Песняры
- 1982 — Зачарованная моя

## Сборники и переиздания

### Нааудиокассетахидисках
- 1976 — Песняры
- 1982 — Зачарованная моя
- 1995 — Песняры
- 1996 — Александрина
- 1996 — Беловежская пуща
- 1996 — Берёзовый сок
- 1996 — Вологда
- 1996 — Дрозды
- 1996 — Красная роза
- 1996 — Лявоны
- 1996 — Рушники
- 1998 — Наши любимые
- 1999 — Антология советского шлягера. Песняры
- 1999 — Grand Collection. Песняры
- 2000 — Гусляр
- 2003 — Песняры. Лучшие песни (в двух частях)
- 2003 — Песняры. Лучшее… (в двух частях)
- 2003 — Произведения Игоря Лученка в исполнении ансамбля «Песняры» (двойной CD)
- 2004 — Любовное настроение
- 1995 — Песняры
- 2006 — Александрина
- 2006 — Беловежская пуща
- 2006 — Белоруссия
- 2006 — В беде и счастье я с тобой
- 2006 — Во весь голос
- 2006 — Вологда
- 2006 — За полчаса до весны
- 2006 — Каждый четвёртый
- 2006 — Красная роза
- 2006 — Лявоны
- 2006 — Мои года
- 2006 — Родина
- 2006 — Рушники
- 2006 — Соловьи Хатыни
- 2006 — Юность
- 2006 — Антология (М. Ослиной). На 6 дисках:

1. 1. Начало пути
  2. Наследие
  3. Моя гитара
  4. Что ж мне не петь
  5. Закоси мои вёсны
  6. Песни советских композиторов

### НаMP3-дисках
- 2000 — Сборник альбомов фирмы «Moroz Records»
- 2005 — Песняры (StarTrack)
- 2006 — Песняры. MP3-коллекция (в трёх частях)